# Musée régional de Coblence
Pour les articles homonymes, voir Musée du Land.
Le Musée régional de Coblence (Landesmuseum Koblenz en allemand, c'est-à-dire musée du land ou de l'État fédéré de Rhénanie-Palatinat à Coblence) est situé dans la forteresse d'Ehrenbreitstein à Coblence. Il est l'un des trois musées principaux du land de Rhénanie-Palatinat (avec Trèves et Mayence).

## Historique
Le musée régional de Coblence a été fondé en 1956 en tant que Collection nationale de préhistoire et d'ethnographie par Josef Röder. En tant que directeur du musée, Roeder n'a pas pu se consacrer avec un engagement total au musée de la forteresse, car il était conservateur du Musée régional de Trèves, et devait également accélérer la reconstruction du Musée de la vallée moyenne du Rhin dans la vieille ville de Coblence.

## Situation
La forteresse d'Ehrenbreitstein est le siège du musée. On y trouve également le département d'histoire qui traite de l'histoire de la forteresse de Coblence-Ehrenbreitstein et traite également des problèmes généraux du système de forteresse.